# Rennebu
Rennebu este o comună din provincia Sør-Trøndelag, Norvegia.